# Phaulula macilenta
Phaulula macilenta är en insektsart som beskrevs av Ichikawa 2004. Phaulula macilenta ingår i släktet Phaulula och familjen vårtbitare. Inga underarter finns listade i Catalogue of Life.